# Svart jakobin
Svart jakobin (Florisuga fusca) är en fågel i familjen kolibrier.

## Utbredning och systematik
Fågeln förekommer i östra Brasilien, Uruguay, nordöstra Argentina och sydöstligaste Paraguay. Den behandlas som monotypisk, det vill säga att den inte delas in i några underarter.

## Status
Arten har ett stort utbredningsområde och internationella naturvårdsunionen IUCN kategoriserar arten som livskraftig. Beståndsutvecklingen är dock oklar.

## Bilder

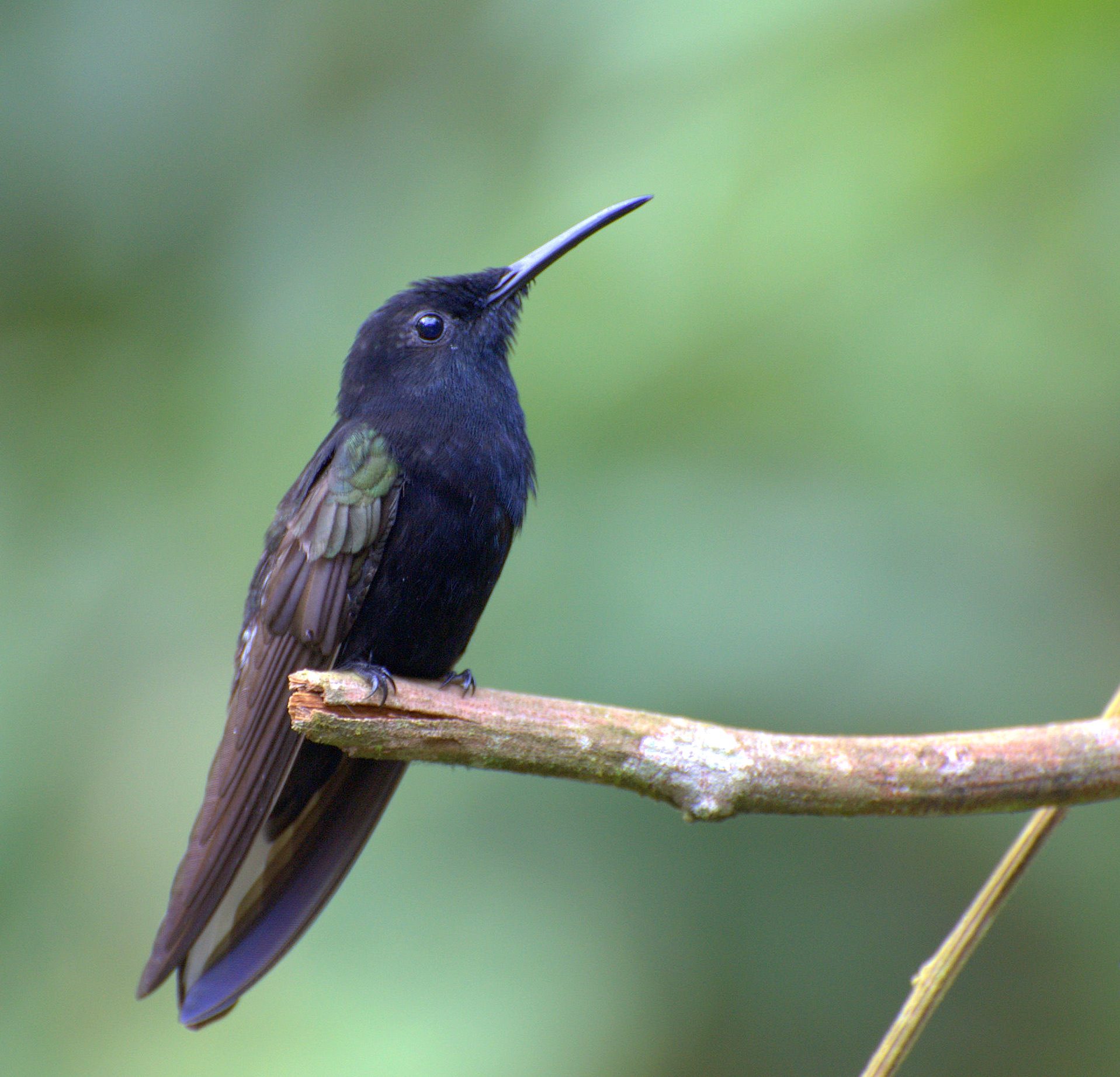
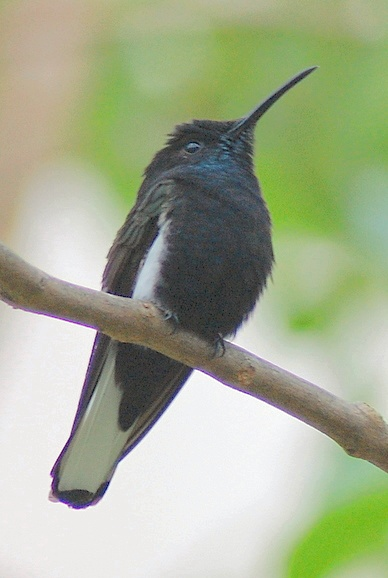
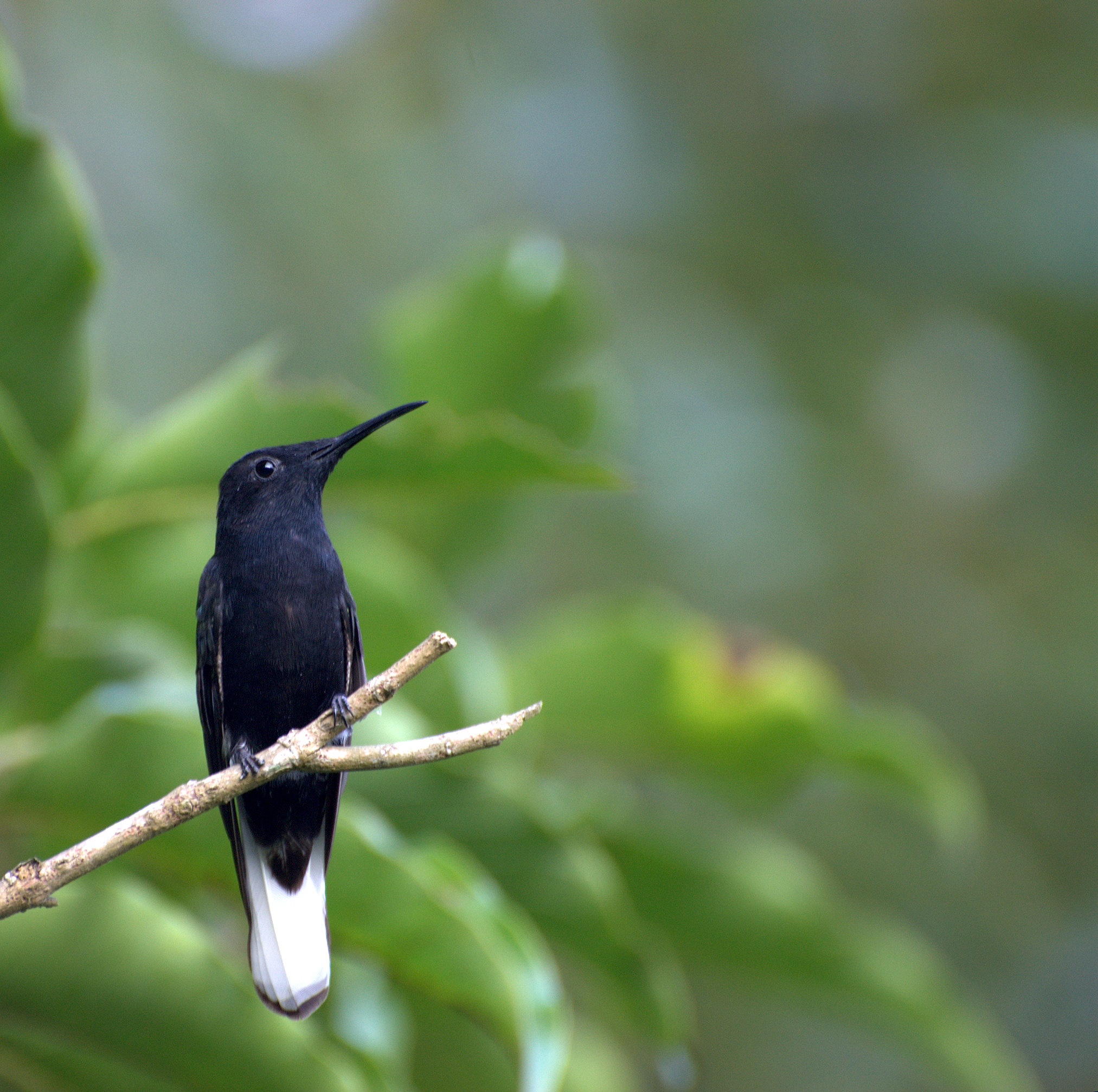
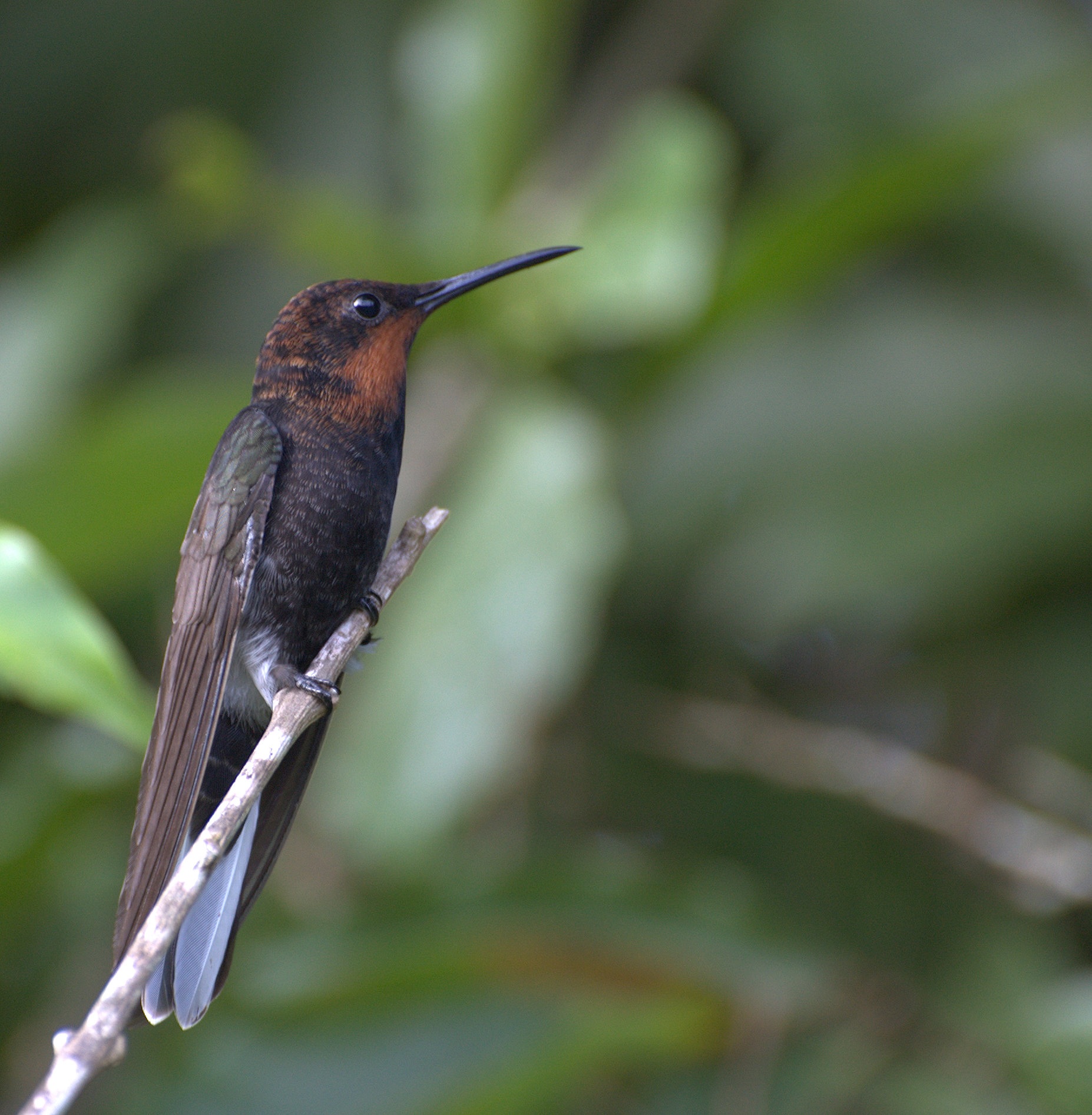
Juvenil fågel